# Nowoołeksijiwka (obwód czerniowiecki)
Nowoołeksijiwka (ukr. Новоолексіївка) – wieś na Ukrainie, w obwodzie czerniowieckim, w rejonie dniestrzańskim, w hromadzie Sokiriany. W 2001 liczyła 414 mieszkańców, wśród których 384 wskazało jako ojczysty język ukraiński, 7 rosyjski, 14 mołdawski, 1 bułgarski, 7 białoruski, a 1 inny.